# سعدان (صنعاء)

تعديل مصدري - تعديل

سعدان هي إحدى قرى مديرية بلاد الروس التابعة لمحافظة صنعاء اليمنية، بلغ تعداد سكانها 950 نسمة حسب الإحصاء الذي أجري عام 2004.